# Szintetikus porzsák

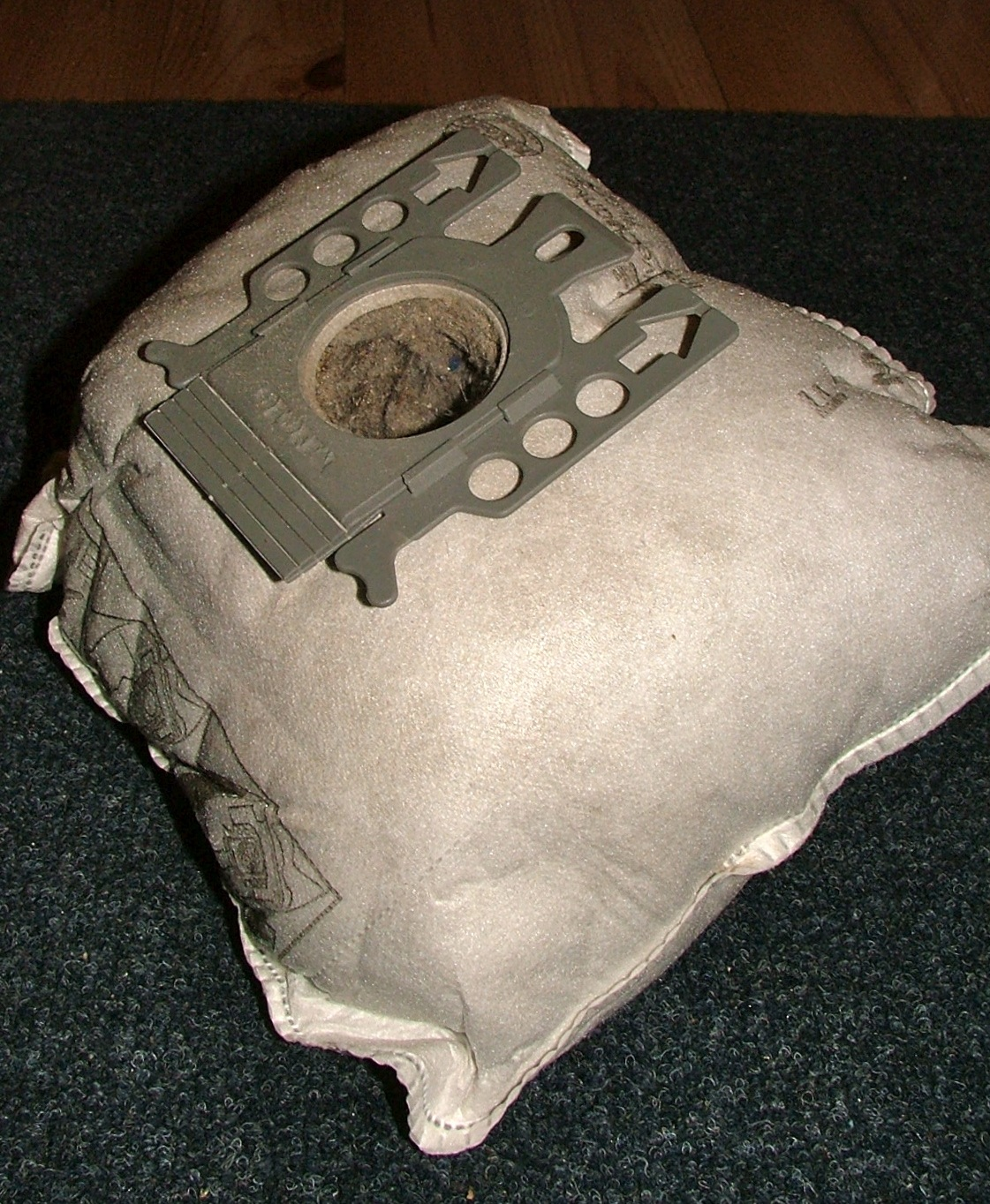
Egy teli porzsák

A porzsák a porszívó tartozéka, mely elraktározza a felszívott port és szennyeződéseket, és ürítésig eltárolja anélkül, hogy azok kijutnának a zsákból. A porzsákok első részén gépspecifikus csatlakozó található, amely anyaga a zsák anyagától függetlenül kerül kialakításra.
Porzsákokat számos különféle anyagból készítenek. A hagyományos porzsákok anyaga – amelyeket még ma is széles körben használnak – a papír, de használnak hosszabb, tartós használatra tervezett textilzsákokat is. A modern porzsákos porszívók esetében egyre nagyobb teret nyer a jóval nagyobb hatékonyságot biztosító szintetikus alapanyagú porzsák felhasználása.

## Anyaga
A szintetikus porzsákok többrétegű, mikroszálas anyagból készülnek, melynek alapja általában a polipropilén (PP) és a poliészter (PE). A polipropilént kémiai és fizikai tulajdonságai miatt használják fel a szintetikus porzsákok gyártásához. Ez a termoplasztikus polimer igen rugalmas, magas ellenálló képességgel rendelkezik a magasabb hőmérsékletekkel szemben, amelyeknek a porszívó belsejében ki van téve, nagy szakítószilárdsággal rendelkezik és bármilyen színben legyártható.
Ennek az anyagnak a hagyományos papírral ellentétben számos előnye van. Mindenekelőtt mivel tartósabb, erősebb anyagról van szó, élettartama – típustól függően – mintegy 50–80 százalékkal hosszabb lehet, mint a papírból készült porzsákoké. Az ürítés során a szintetikus porzsákot gyorsabban és könnyebben lehet kezelni, mivel a szintetikus anyag a papírnál jóval rugalmasabb, könnyebben hajlítható, és nehezebben is sérül meg, így jóval kisebb mértékben áll fenn a veszélye annak, hogy a zsák tartalma sérülés miatt kiboruljon.
A szintetikus porzsákok több rétegből épülnek fel. A belső réteg funkciója, hogy a porzsákot tartóssá, strapabíróvá tegye, illetve az, hogy minél inkább csökkentse a porszivárgást. Ez a réteg felel azért is, hogy a pórusok eltömődését megakadályozza, ezzel növelve a porzsák ellenálló képességét, szűrőképességét, élettartamát is. A középső, második réteg funkciója elsősorban a szűrés, ez felel azért, hogy a porszívó a lehető legkevesebb szennyeződést engedje vissza környezetébe, illetve hogy mindig biztosítsa az elérhető legnagyobb szívóhatást. A legszilárdabb, legkevésbé rugalmas réteg a külső, amely így biztosítja az extra védelmet a belső, lágyabb és rugalmasabb rétegek számára.

## Működése
A szintetikus porzsákok használata általában véve egészségesebb, mint a hagyományos papír porzsákoké, több okból. A szintetikus porzsák anyaga lehetővé teszi, hogy amíg meg nem telik, a porszívó maximális szívóhatással működjön, így nagy mennyiségű port és szennyeződést képes felszívni. Emellett a már felszívott port és szennyeződéseket is jóval nagyobb hatékonysággal szűri ki és tartja a zsákban, a porszívóból azok kisebb mértékben jutnak vissza a környezetbe. A szintetikus anyagú porzsák így hatékonyabban képes a tisztításra, ami fokozottan előnyös a különféle allergiákban szenvedők számára.
A szintetikus anyag élettartama elsősorban azért hosszabb, mint a hagyományos papír vagy textil porzsákoké, mert rostszálai a pórusok eltömítése nélkül képesek elnyelni a port és a szennyeződést, emellett pedig a szívóház alakjához dinamikusan alkalmazkodik, optimálisan kihasználja a rendelkezésre álló helyet. Mivel megteléséig anyagának köszönhetően nem csökkenti a szívóhatást sem, így a porszívó teljesen meg tudja tölteni a porzsákot, így ritkábban van szükség a cserére, mint a papíralapú porzsák esetében. A textillel szemben pedig a nagyobb szívóerő és hatékonyabb helykihasználás miatt van előnyben. Mindez a tapasztalatok szerint 50–80 százalékkal hosszabb élettartamot tesz lehetővé, mint más típusú cserélhető porzsákok esetén.
A szintetikus porzsákok, mivel anyaguk erősebb a papír porzsákokénál, rendszerint akár többször is felhasználhatóak, amennyiben nem keletkezik rajtuk sérülés az eltávolítás és ürítés, illetve a használat során. A gyártók azonban a legtöbb esetben nem javasolják az újbóli felhasználást, mivel az csökkentheti a porzsák hatékonyságát.
Mivel a szintetikus anyag a port jóval teljesebb mértékben képes elnyelni, a por nem csak a környezetbe nem jut vissza, de a porszívó belső tereibe sem szivárog át, így például a motortérbe, magába a motorba. Éppen ezért a szintetikus porzsák használatával a porszívó élettartama is megnövekszik, ritkábban van szükség javítására vagy cseréjére.
Mivel igen kevés szennyeződést, port, allergén anyagot engednek vissza is a környezetbe, a hagyományos papír és textil porzsákokkal szemben a szintetikus porzsákokat hepaszűrős porszívókkal együtt gyakran ajánlják olyanok számára, akik allergiában szenvednek.
A polipropilén alapanyagú szintetikus porzsákok égésük során vízzé és szén-dioxiddá alakulnak át, így környezetbarát termékeknek minősülnek. A PVC-vel ellentétben a polipropilén égése során nem keletkezik klór, égéséhez pedig nem szükséges katalizátor hozzáadása.

## Kompatibilitás
Szintetikus porzsákok alkalmazhatóak az alábbi gyártók termékei esetében:
- AEG
- AFK
- Alaska
- Alfatech
- Alto
- Beez
- Bomann
- Bosch
- Clatronic
- Daewoo
- DeLonghi
- Dirt Devil
- Disney
- Dyson
- Einhell
- EIO
- Electrolux
- ETA
- Eudora
- Fagor
- Fakir
- Fein
- Gorenje
- Grundig
- Hauser
- Hoover
- Imetec
- Karcher
- Kirby
- LG
- LIV
- LUX
- Makita
- Metabo
- Miele
- Moulinex
- Nethaus
- Nilfisk
- Panasonic
- Philips
- Privileg
- Progress
- Rowenta
- Samsung
- Sencor
- Severin
- Siemens
- Solac
- Starmix
- Taski
- TEC
- Tennant
- Tesco
- Thomas
- Ufesa
- VAX
- Vorwerk
- Zanussi
- Zelmer